# Château de Mas Rougier
Le château de Mas Rougier est un château situé à Saint-Affrique, dans le département de l'Aveyron, en France.

## Historique
L'édifice est inscrit au titre des monuments historiques en 1979.
Le château est la résidence de Jean-Jérôme de Brunel, seigneur de Las Combettes et dame Gabrielle de Solages en 1765.